# Bathymétrie

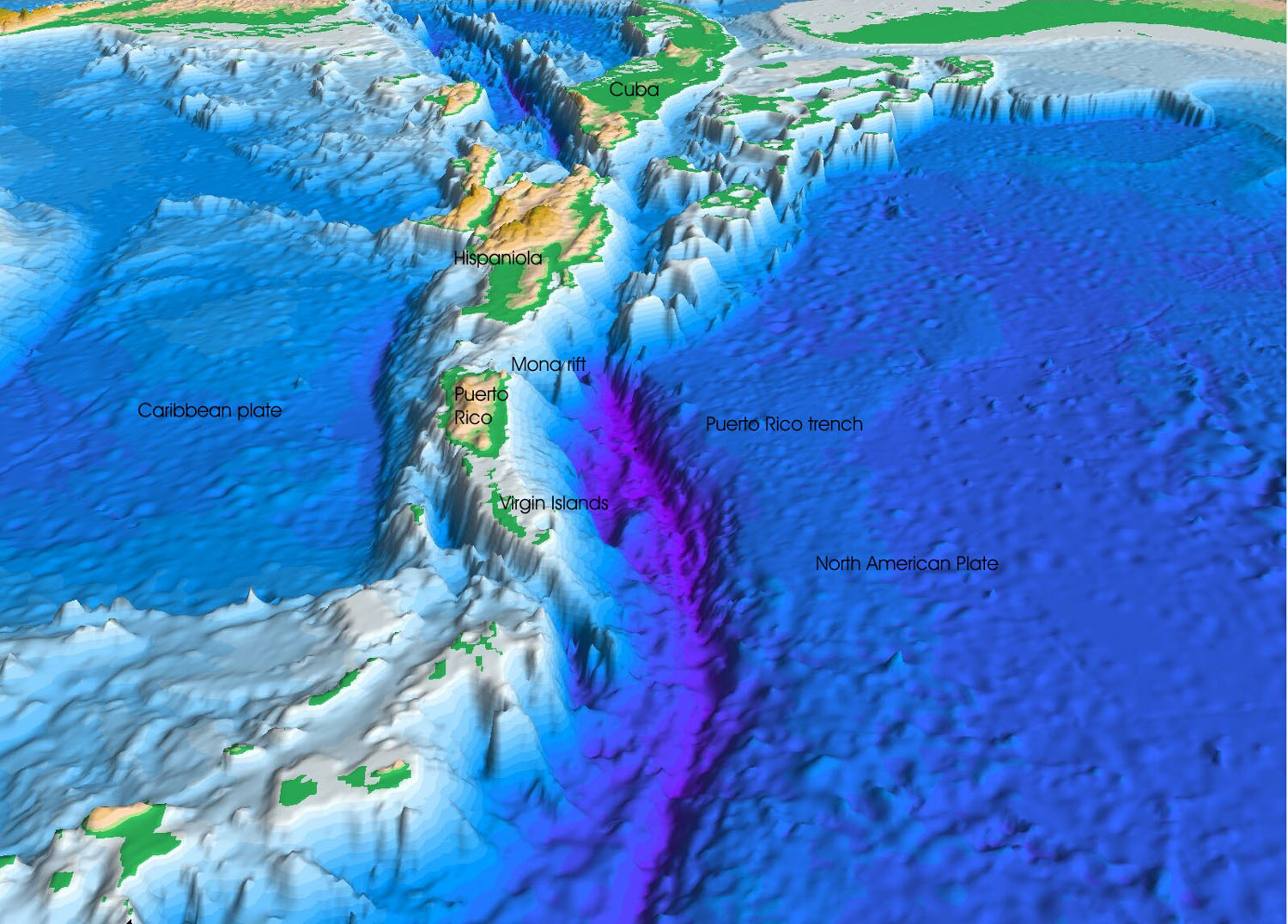
Vue en perspective du plancher océanique de l'océan Atlantique et de la mer des Caraïbes (Petites Antilles en bas à gauche, et Floride en haut à droite). La grande tranchée au centre de la vue est la fosse de Porto Rico, au plus profond de l'océan Atlantique et la mer des Caraïbes.

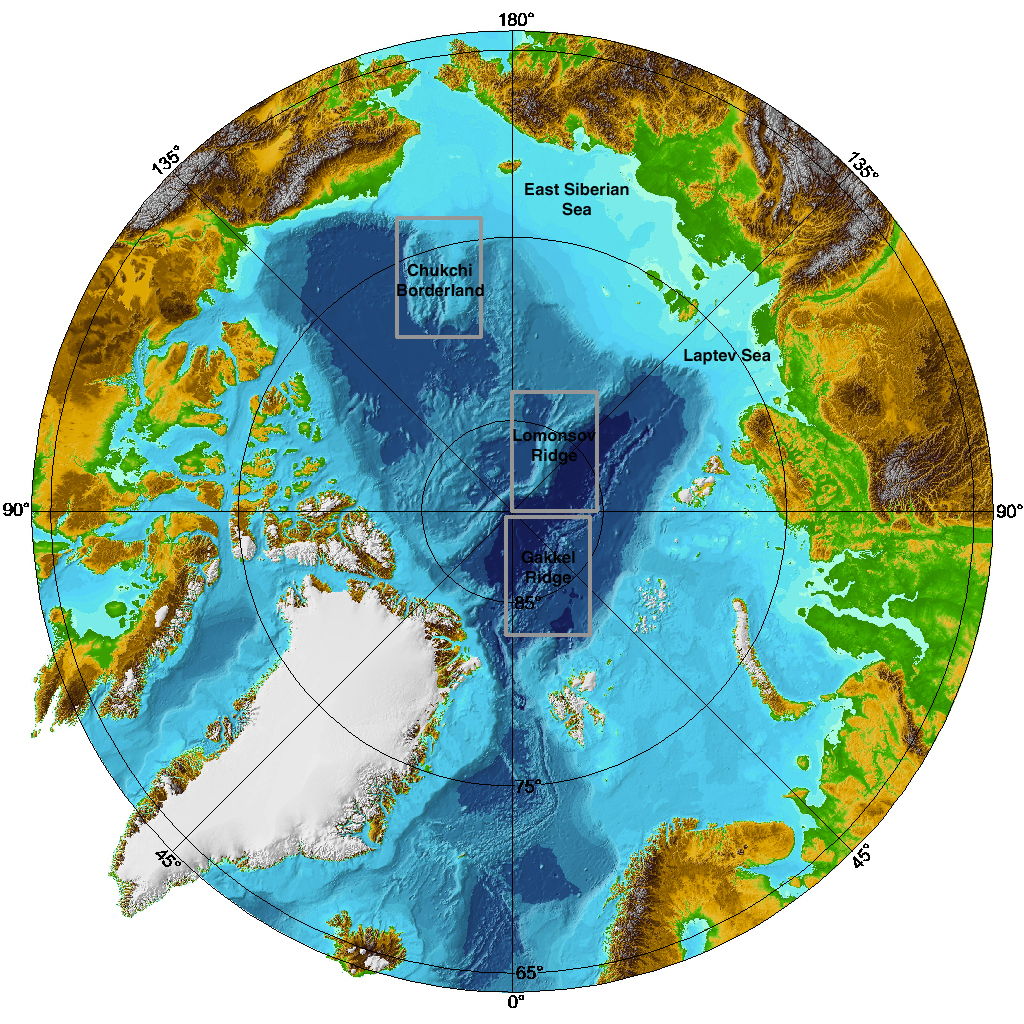
Bathymétrie de l'océan Arctique.

La bathymétrie  est la technique qui permet la mesure des profondeurs et du relief de l'océan pour déterminer la topographie du sol de la mer.
Une convention utilisant des codes de couleur permet de cartographier les fonds marins de manière standardisée (General Bathymetric Chart of the Oceans ou GEBCO, établie sous l'égide de la Commission océanographique intergouvernementale et de l'Organisation hydrographique internationale).

## Étymologie
Le terme bathymétrie vient du grec ancien βαθύς, bathys (« profond ») et μέτρον, métron (« mesure, instrument pour mesurer »).

## Mesures sur le terrain
Les mesures bathymétriques sont réalisées à l'aide d'appareils spécifiques, appelés sondeurs bathymétriques. Depuis quelques années, il est aussi possible d'utiliser des lidars, c'est-à-dire des faisceaux lasers pour le relevé à faible profondeur, en particulier près du littoral.

## Micro-bathymétrie
On parle de micro-bathymétrie pour la cartographie et l'observation d'élévations de l'ordre du millimètre ou du centimètre, qui peuvent être des indices de mouvements tectoniques ou de risque sismique (dans ce dernier cas, sur des lignes de faille éventuellement alors associées à des relarguages de bulles de méthane ou d'autres gaz). Une expérience a montré que l'utilisation en mode stéréoscopique de deux caméras de type GoPro, couplée à un logiciel de calcul du relief permet une cartographie microbathymétrique, qui peut par exemple se montrer utile pour les études écologiques de sédiments durs en tant qu'habitats benthiques.

## Galerie

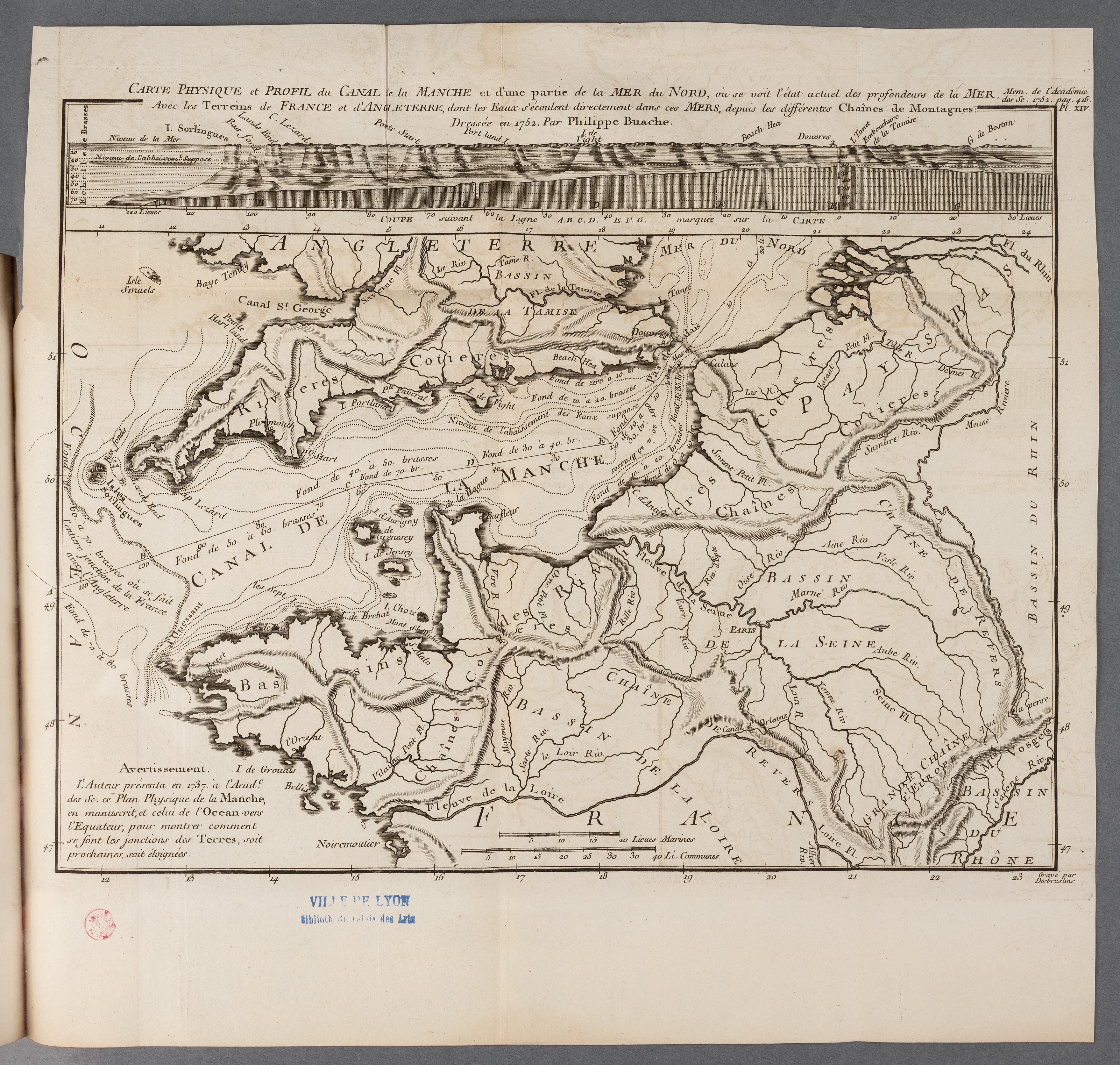
Première carte bathymétrique de la Manche, Philippe Buache, 1737.
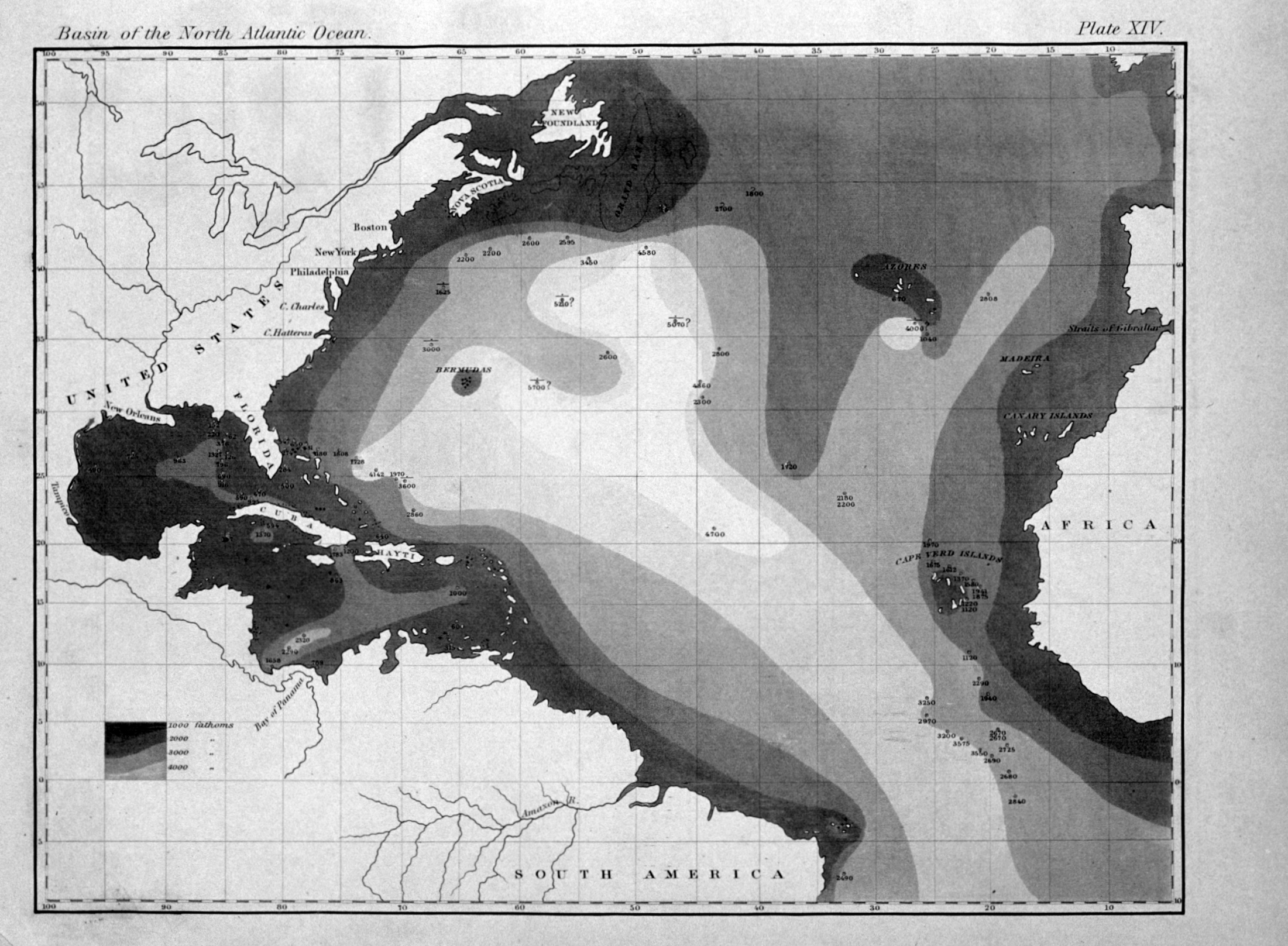
L'une des premières cartes de bathymétrie océanique, réalisée à partir des données de sondage rapportée par l'USS Dolphin après les années 1830.